# Piper asplundii
Piper asplundii är en pepparväxtart som beskrevs av Truman George Yuncker. Piper asplundii ingår i släktet Piper och familjen pepparväxter. Inga underarter finns listade i Catalogue of Life.